# The Best of the Pink Floyd
The Best of the Pink Floyd es un álbum recopilatorio que contiene las canciones grabadas de 1966 a 1968 por Syd Barrett de la banda de rock progresivo Pink Floyd, lanzado en 1970. Fue vuelta a publicar con el nombre de Masters of Rock en 1974 en Europa continental. Contiene la primera producción de la banda, temas compuestos entre los años 1966 y 1968. Más tarde en Hungría. Contiene trabajos inéditos, que no aparecen en otros disco del grupo (Paintbox, Julia Dream y Apples And Oranges) y temas más conocidos de la era Barrett, como Arnold Layne, Candy And A Current Bun o See Emily Play. 
La cubierta trasera de Masters of Rock dice "Originalmente distribuido como The Best of the Pink Floyd".

## Lista de temas
Todas las canciones están compuestas por Syd Barrett, y tomadas de los sencillos, excepto donde se indica.

### Cara A
1. "Chapter 24" – 3:36
2. "Matilda Mother" – 3:03
3. "Arnold Layne" – 2:51
4. "Candy and a Currant Bun" – 2:38
5. "The Scarecrow" – 2:07

### Cara B
1. "Apples and Oranges" (stereo mix) – 3:01
2. "It Would Be So Nice" (versión alterna de radio) (Richard Wright) – 3:39
3. "Paint Box" (mezcla estéreo) (Wright) – 3:27
4. "Julia Dream" (Roger Waters) – 2:28
5. "See Emily Play" – 2:50

## Personal
- Syd Barrett - Guitarra y voz
- David Gilmour - Guitarra y voz
- Richard Wright - Teclado, piano, órgano y voz
- Roger Waters - Bajo y voz
- Nick Mason - Batería y percusión